# Euploca distantiflora
Euploca distantiflora är en strävbladig växtart som först beskrevs av Ivan Murray Johnston, och fick sitt nu gällande namn av J.I.M.Melo och R.Degen. Euploca distantiflora ingår i släktet Euploca och familjen strävbladiga växter. Inga underarter finns listade i Catalogue of Life.